# Vulcani della Sardegna

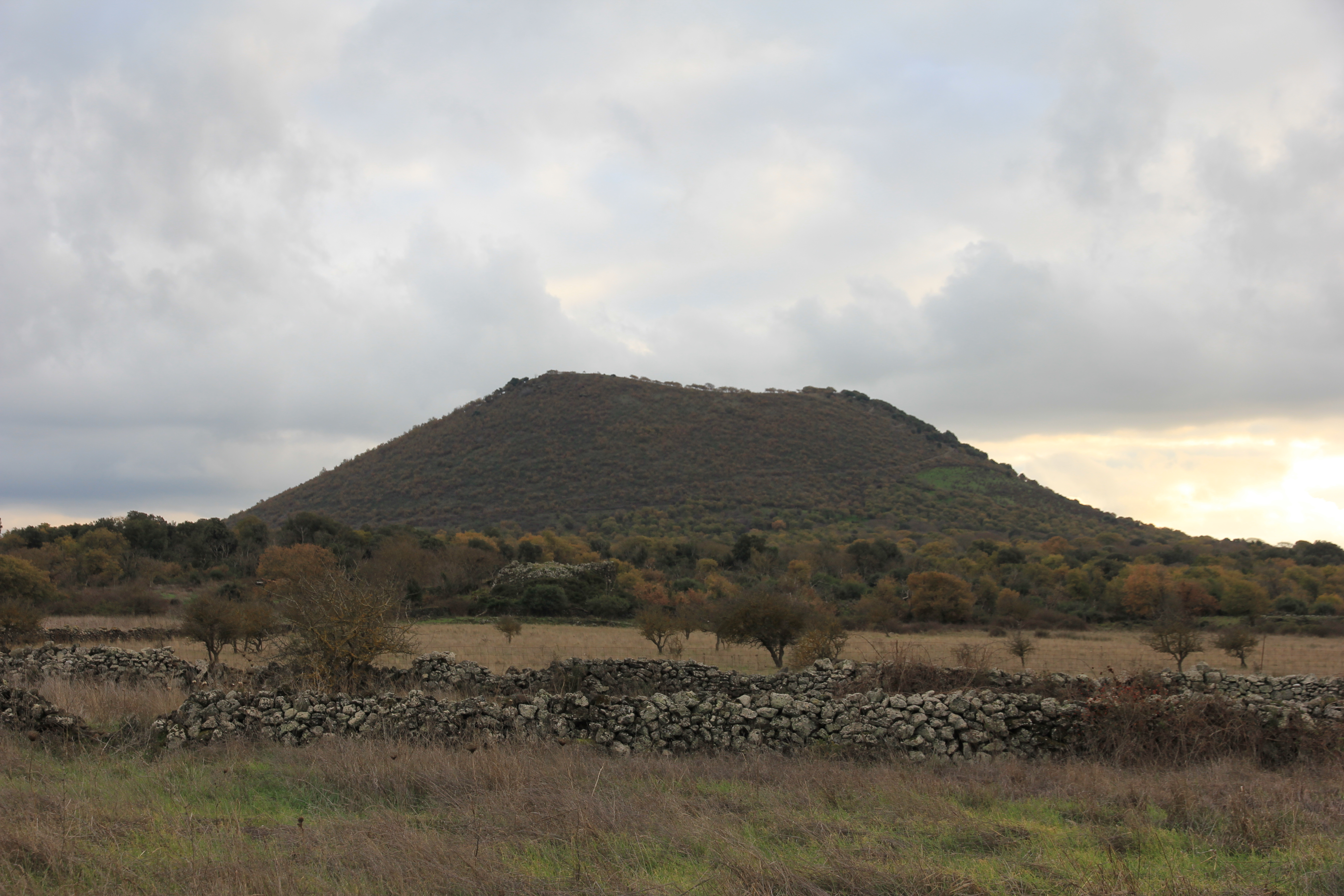
Il monte Cujaru, nella Sardegna settentrionale

In Sardegna non sono presenti vulcani attivi. Una analisi delle caratteristiche geologiche e morfologiche svolta dal Dipartimento di Scienze chimiche e geologiche dell'Università degli Studi di Cagliari ha tuttavia permesso di identificare 32 antichi edifici vulcanici. Tale studio è parte integrante del piano paesistico regionale della regione Sardegna.

## Storia del vulcanismo in Sardegna
Le più antiche testimonianze di attività vulcanica in Sardegna risalgono al Paleozoico. In tempi più recenti, nel Cenozoico, si distinguono due diversi cicli di attività vulcanica: uno oligo-miocenico, più effusivo, e uno plio-pleistocenico, più esplosivo. Si ritiene che quest'ultimo ciclo sia stato innescato dalla distensione dovuta all'apertura del Tirreno meridionale alla fine del Miocene.

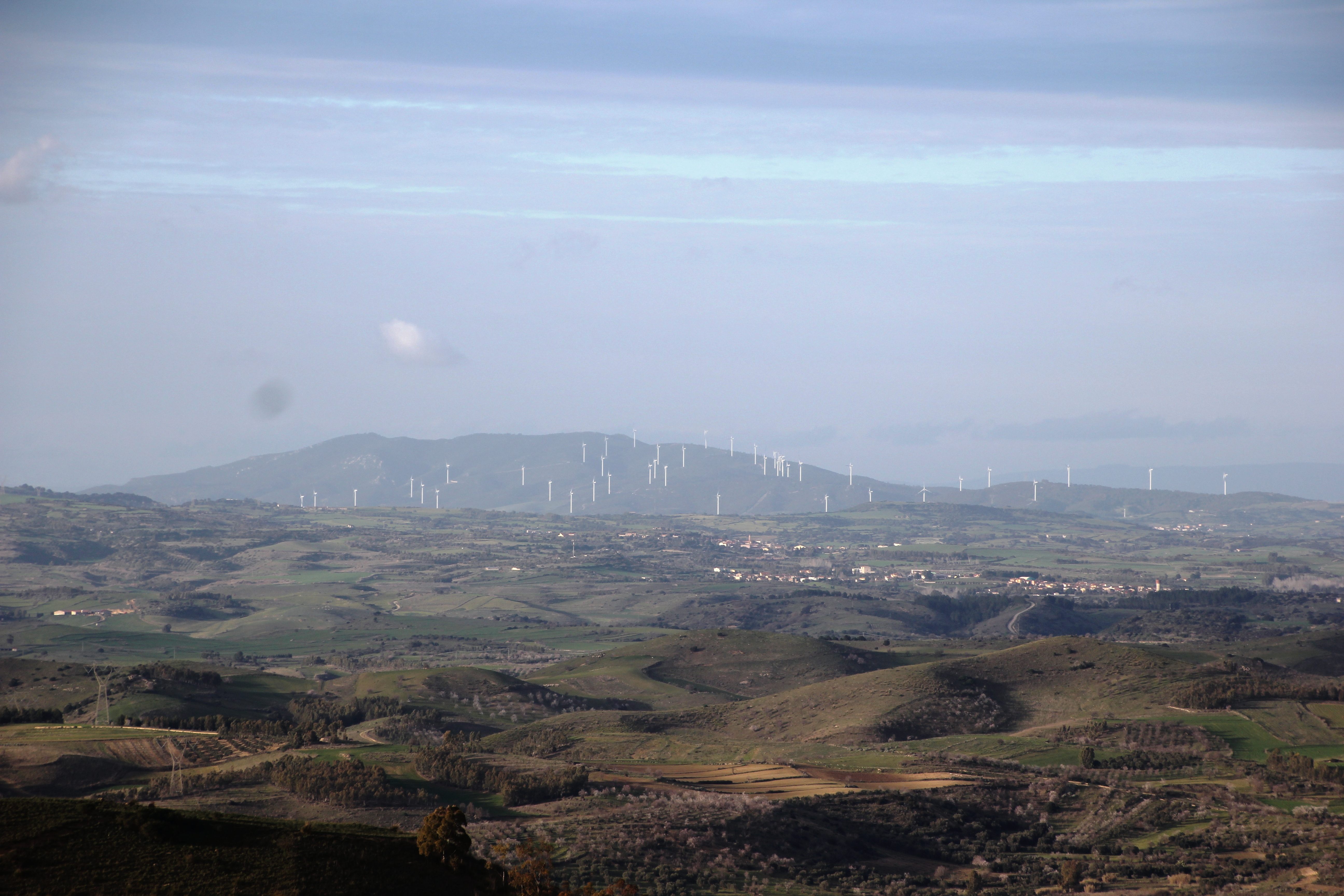
L'estrazione di ossidiana dal Monte Arci (oggi ricoperto da un parco eolico), ha costituito uno dei primi capitoli della storia mineraria della Sardegna. Tale merce veniva esportata anche fuori Sardegna

## Elenco
| codice | denominazione     | comune | provincia              | altezza | composizione                            |
| ------ | ----------------- | --- | ---------------------- | ------- | --------------------------------------- |
| VL1    | Monte Cujaru      | Bonorva | Sassari                | 486,30  | basalti debolmente alcalini             |
| VL2    | Monte Annaru      | Giave | Sassari                | 494,50  | basalti transizionali/alcalibasalti     |
| VL3    | Monte Aurtidu     | Torralba | Sassari                | 417,40  | basalti subalcalini                     |
| VL4    | Conca de Janas    | Dorgali | Nuoro                  | 397,70  | alcalibasalti                           |
| VL5    | Nuraghe Cungiadu  | Oliena | Nuoro                  | 231,00  | trachibasalti                           |
| VL6    | Nuraghe Sortei    | Dorgali | Nuoro                  | 250,00  | alcalibasalti                           |
| VL7    | Monte Massa       | Ploaghe | Sassari                | 676,90  | trachibasalti                           |
| VL8    | Monte Lisiri      | Ittireddu | Sassari                | 377,20  | trachibasalti                           |
| VL9    | Monte Pelau       | Thiesi | Sassari                | 724,60  | basaniti ad analcime                    |
| VL10   | Monte Oes         | Torralba | Sassari                | 491,40  | trachibasalti                           |
| VL11   | Monte Cuccuruddu  | Cheremule | Sassari                | 678,20  | trachibasalti                           |
| VL12   | Punta Su Nurtale  | Onifai | Nuoro                  | 197,30  | trachibasalti                           |
| VL13   | Zeppara Manna     | Genoni | Sud Sardegna           | 580,30  | alcalibasalti                           |
| VL14   | Zepparedda        | Tuili | Sud Sardegna           | 607,70  | basalti subalcalini                     |
| VL15   | Pizziogu          | Nurri | Sud Sardegna           | 761,50  | basalti debolmente alcalini             |
| VL16   | Ibba Manna        | Bari Sardo | Nuoro                  | 194,80  | basalto                                 |
| VL17   | Monte Ferru       | Muravera | Sud Sardegna           | 307,00  | trachiti                                |
| VL18   | Monte Truxionis   | Decimomannu | Cagliari               | 126,00  | daciti                                  |
| VL19   | Acquafredda       | Siliqua | Sud Sardegna           | 256,00  | andesiti                                |
| VL20   | Monte Exi         | Villamassargia | Sud Sardegna           | 369,00  | andesiti                                |
| VL21   | Monte Arci        | Ales, Marrubiu, Masullas, Morgongiori, Oristano, Palmas Arborea, Pau, Santa Giusta, Siris, Uras, Usellus, Villa Verde, Villaurbana | Oristano, Sud Sardegna | 812,00  | rioliti-daciti/basalti/trachiti         |
| VL22   | Monte Santu Miali | Furtei | Sud Sardegna           | 336,10  | rioliti-daciti                          |
| VL23   | Monte Mannu       | Serrenti | Sud Sardegna           | 307,10  | andesiti                                |
| VL24   | Monte Larenta     | Mara | Sassari                | 398,30  | andesiti basaltiche                     |
| VL25   | Monte Pubulena    | Ploaghe | Sassari                | 458,60  | basalti debolmente alcalini             |
| VL26   | Monte Zara        | Monastir | Sud Sardegna           | 226,00  | andesiti                                |
| VL27   | Nasca e Ravenna   | Carloforte | Sud Sardegna           | 192,50  | comendite                               |
| VL28   | Pedra Mendalza    | Giave | Sassari                | 551,40  | basalti                                 |
| VL29   | Montiferru        | Cuglieri, Scano di Montiferro, Santu Lussurgiu, Bonarcado                                                                          | Oristano               | 1050,00 | trachiti fonolitiche/fonoliti / Basalto |
| VL30   | Monte Arcuentu    | Guspini, Arbus, Gonnosfanadiga | Sud Sardegna           | 785,00  | basalto/andesite                        |
| VL31   | Monte Ruju        | Siligo | Sassari                | 535,50  | basalti alcalini                        |
| VL32   | Monte Percia      | Siligo | Sassari                | 501,50  | basalti alcalini                        |